# Carlos Abascal

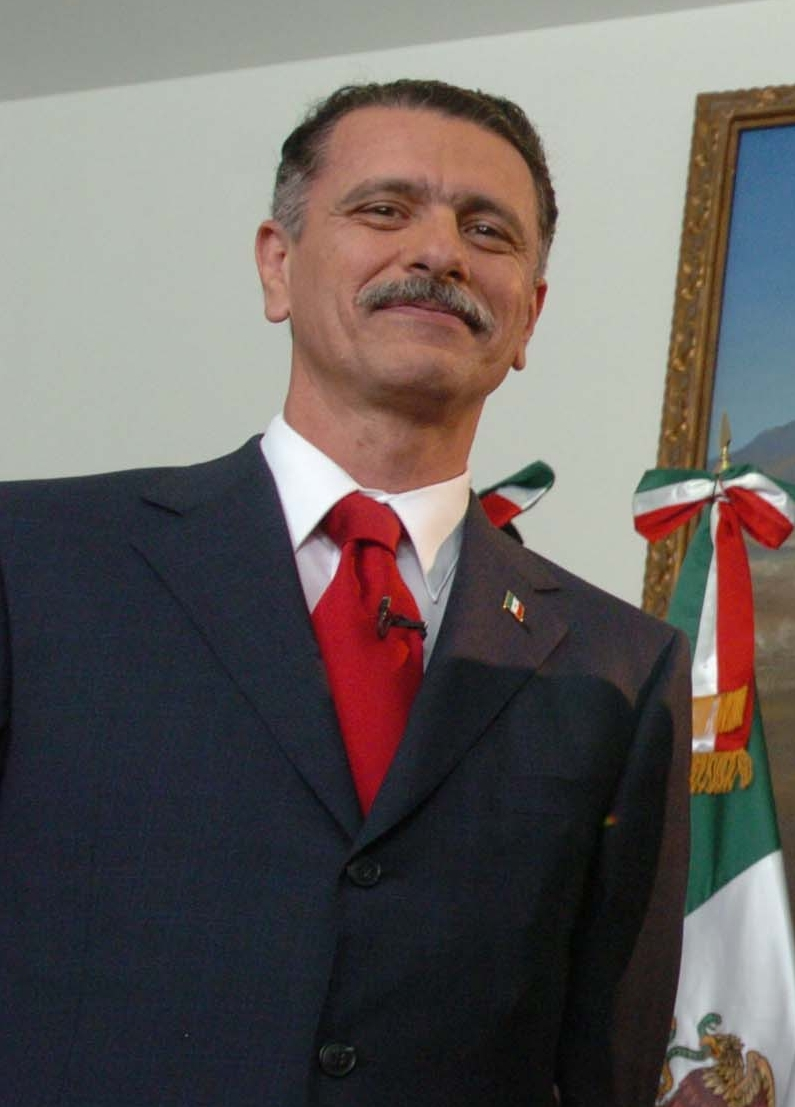
Carlos María Abascal

Carlos María Abascal Carranza (Mexico-Stad, 14 juni 1949 - aldaar, 2 december 2008) was een Mexicaans politicus en advocaat.
Abascal was een zoon van Salvador Abascal Infante, de leider van de ultrakatholieke Nationaal Synarchistische Unie (UNS). Hij studeerde recht aan de Vrije Rechtsschool. In zijn afstudeerscriptie, over de relatie tussen de wereldlijke en geestelijke macht, stelde hij onder andere dat democratie een samenzwering is van vrijmetselaars om de massa's te doen geloven dat zij daadwerkelijk invloed hebben. Hij werkte lange tijd als juridisch adviseur en later als bestuursvoorzitter bij Afianzadora Insurgentes.
In 2000 benoemde president Vicente Fox hem tot minister van arbeid. Toen Santiago Creel in 2005 afstapte als minister van binnenlandse zaken nam Abascal die positie over. Abascal stond bekend als erg conservatief; regelmatig kwam hij in het nieuws met onhandige uitspraken en tegenstanders beschuldigden hem ervan de scheiding tussen kerk en staat niet te willen eerbiedigen. Zo kwam hij in conflict met minister Julio Frenk van gezondheid toen hij de morning-afterpil een 'massavernietigingswapen' noemde en met schrijver Carlos Fuentes toen hij een van zijn boeken te 'liberaal' noemde en aan de school van zijn dochter verzocht deze van de literatuurlijst af te halen. Ook kwam hij in opspraak toen hij aanwezig was bij de canonisatie van een aantal leiders van de cristerobeweging, een radicaal-katholieke guerrillabeweging uit de jaren 20.
Abascal overleed in december 2008 op 57-jarige leeftijd aan kanker.